# Народно читалище „Роден край – 1931“
Народно читалище „Роден край – 1931“ е читалище в град София, регистрирано е под № 902 в Министерство на културата на България. Разположено е в Гевгелийския квартал, на улица „Попчево“ № 20.

## История
Читалището е основано в 1931 година в Гевгелийската махала от бежанци от Македония, предимно членове на Гевгелийското благотворително братство, начело с Димитър Динев. Освен него и поетът Кирил Манасиев е активист на читалището. То бързо става културен център на махалата. Основателите създават библиотека от дарени книги. Читалището има китаро-мандолинен оркестър, театрална група, детски хор, акордеонен оркестър. Сред активностите на читалището са детски утра, концерти, вечеринки, обсъждания на книги.
Към второто десетилетие на XXI век читалището предлага езикови курсове, школи по изкуства, керамика, музика, йога, народни танци в клуб „Беломорие“, модерен балет и има библиотека от 22 000 тома.
Читалището е носител на орден „Кирил и Методий“ II степен.